# Čang Šuaj
Čang Šuaj (čínsky pchin-jinem Zhāng Shuài, znaky zjednodušené 张帅, * 21. ledna 1989 Tchien-ťin) je čínská profesionální tenistka. Na grandslamu zvítězila se Samanthou Stosurovou ve čtyřhrách Australian Open 2019 a US Open 2021. Ve své dosavadní kariéře na okruhu WTA Tour vyhrála tři singlové a patnáct deblových turnajů včetně Cincinnati Open 2021. V sérii WTA 125 vybojovala dvě trofeje ve dvouhře i ve čtyřhře. Na okruhu ITF získala dvacet titulů ve dvouhře a osm ve čtyřhře.
Na žebříčku WTA byla ve dvouhře nejvýše klasifikována v lednu 2023 na 22. místě a ve čtyřhře v červenci 2022 na 2. místě. Trénuje ji Liou Šuo.
V ženském tenise se stala nejníže postavenou tenistkou, která porazila světovou jedničku žebříčku WTA, když na China Open 2009 zdolala z pozice 226. hráčky pořadí Dinaru Safinovou. Na grandslamu drží rekord čtrnácti proher v prvních kolech dvouhry za sebou. Tuto šňůru přerušila na Australian Open 2016. V sezónách 2023–2024 vytvořila druhou nejdelší sérii porážek otevřené éry bez rozdílu pohlaví, 24 prohranými zápasy v řadě. Šňůru ukončila postupem do druhého kola China Open 2024.

## Týmové soutěže
V čínském týmu Billie Jean King Cupu debutovala v roce 2007 čtvrtfinálem Světové skupiny proti Itálii, v němž prohrála dvouhru s Tathianou Garbinovou. Italky zvítězily 5:0 na zápasy. Do listopadu 2024 v soutěži nastoupila k sedmnácti mezistátním utkáním s bilancí 7–7 ve dvouhře a 6–2 ve čtyřhře.
Čínu reprezentovala na Letních olympijských hrách 2012 v Londýně, kde startovala s Li Na v ženské čtyřhře. Číňanky soutěž opustily ve druhém kole po prohře od českého páru Andrea Hlaváčková a Lucie Hradecká.
Zúčastnila se také riodejaneirských Her XXXI. olympiády, kde na úvod dvouhry zdolala švýcarskou turnajovou dvanáctku Timeu Bacsinszkou. Ve druhém kole ji vyřadila Němka Laura Siegemundová. Spolu s Čeng Saj-saj nastoupila do deblové soutěže. Pár dohrál také ve druhé fázi na raketách Italek Sary Erraniové a Roberty Vinciové.

## Tenisová kariéra
Ve druhém kole pekingského China Open 2009 vyřadila z pozice 226. hráčky žebříčku světovou jedničku Dinaru Safinovou. Ve 20 letech na turnaji dosáhla prvních kariérních výher v rámci okruhu WTA a vytvořila rekord nejníže postavené tenistky, která porazila první ženu žebříčku WTA.

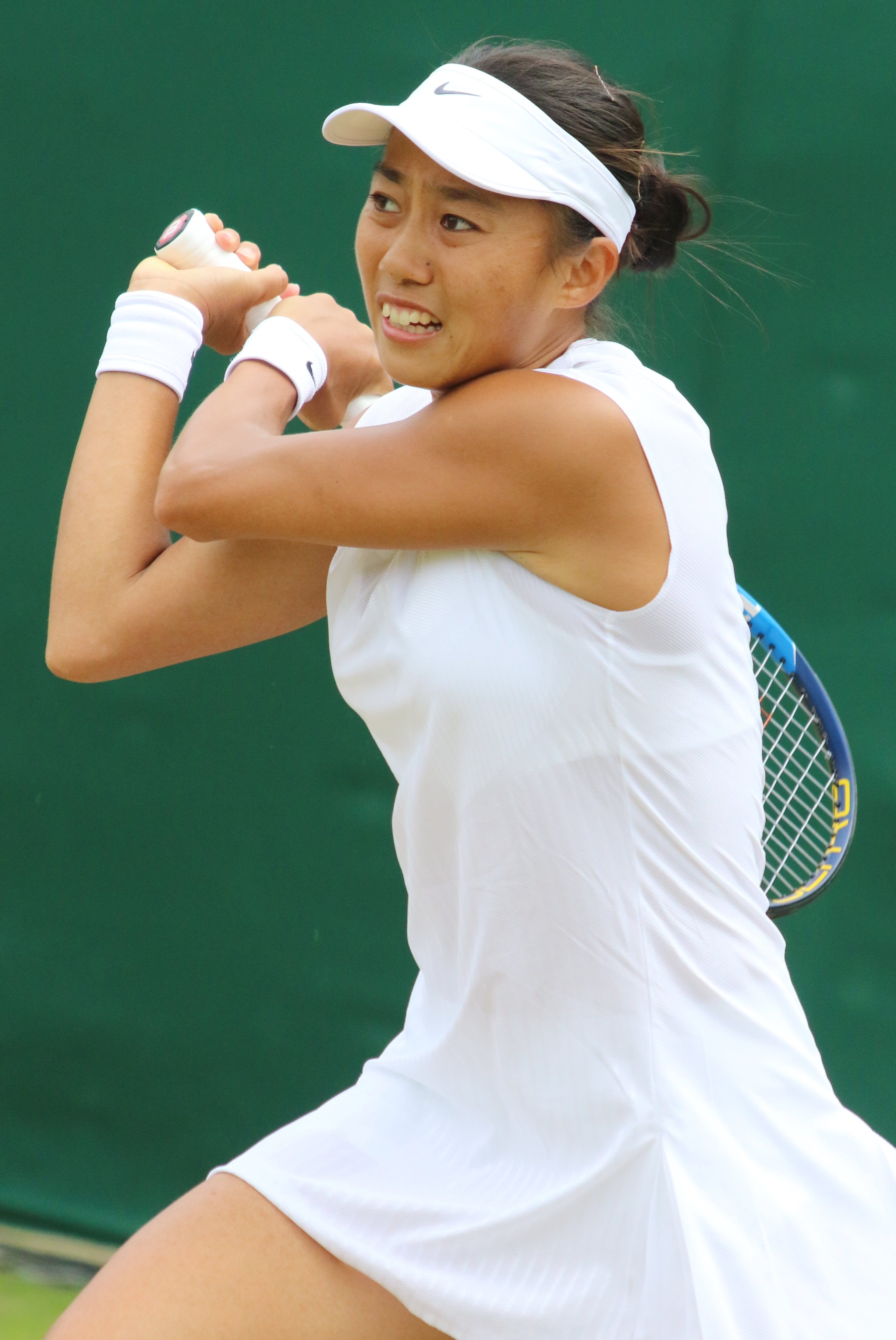
Bekhend ve Wimbledonu 2017

Průlom do elitní světové stovky žebříčku zaznamenala 9. srpna 2010, když se posunula ze 113. na 99. pozici. V letech 2013 a 2017 triumfovala na kantonském Guangzhou Open. Stala se tak pátou Číňankou, jež vyhrála singlový turnaj na okruhu WTA Tour.
Mezi hráčkami do 300. místa drží od US Open 2008 rekordní šňůru čtrnácti proher v prvních kolech Grand Slamu bez jediného vítězství. Ze čtrnácti soupeřek však deset figurovalo v první dvacítce žebříčku a jen dvě byly postaveny mimo Top 50. Po US Open 2015 dokonce zvažovala ukončení kariéry. Sérii prolomila na patnáctý pokus během Australian Open 2016, na němž postoupila z kvalifikace. V prvním kole dvouhry zdolala jako 133. žena žebříčku světovou dvojku Simonu Halepovou a pavoukem prošla až do čtvrtfinále. Po Li Na, Čeng Ťie a Pcheng Šuaj se stala čtvrtou čínskou hráčkou, která postoupila do čtvrtfinálové fáze grandslamu. Podruhé se mezi osmičku tenistek na majoru probojovala ve Wimbledonu 2019. Před branami semifinále ji však vyřadila světová sedmička Simona Halepová.
Úvodní výhrou na podzimním China Open 2024 nad McCartney Kesslerovou ukončila šňůru 24 porážek, když naposledy předtím zvítězila na únorovém Lyon Open 2023. Na vítězný zápas čekala 603 dnů. V rámci otevřené éry vytvořila druhou nejdelší sérii proher na profesionálních okruzích bez ohledu na pohlaví. Rekordních dvacet devět porážek bez přerušení dosáhla Švédka Madeleine Pegelová mezi lety 1968–1972. Ve druhém kole pak přehrála světovou osmičku Emmu Navarrovou. Z pozice 595. hráčky žebříčku se stala nejníže postavenou tenistkou historie China Open, která vyřadila členku Top 10 a která nastoupila do pekingské hlavní soutěže. Ve čtvrtfinále však nestačila na Španělku Paulu Badosovou.

## Soukromý život
Narodila se roku 1989 v čínském Tchien-ťinu, kde také vyrostla, do rodiny fotbalisty Čang Č'-čchianga a basketbalistky Wang Feng-čchin. Tenis začala hrát v šesti letech v místním tenisovém klubu. Od dvanácti let trénovala pod dohledem centra Čínského tenisového svazu. Za preferovaný uvedla tvrdý povrch.

## Finále na Grand Slamu

### Ženská čtyřhra: 4 (2–2)
| Stav       | rok  | turnaj          | povrch | spoluhráčka            | soupeřky ve finále                     | výsledek      |
| ---------- | ---- | --------------- | ------ | ---------------------- | -------------------------------------- | ------------- |
| Vítězka    | 2019 | Australian Open | tvrdý  | Samantha Stosurová     | Tímea Babosová Kristina Mladenovicová  | 6–3, 6–4      |
| Vítězka    | 2021 | US Open         | tvrdý  | Samantha Stosurová     | Coco Gauffová Caty McNallyová          | 6–3, 3–6, 6–3 |
| Finalistka | 2022 | Wimbledon       | tráva  | Elise Mertensová       | Barbora Krejčíková Kateřina Siniaková  | 2–6, 4–6      |
| Finalistka | 2024 | US Open         | tvrdý  | Kristina Mladenovicová | Ljudmyla Kičenoková Jeļena Ostapenková | 4–6, 3–6      |

## Finále na okruhu WTA Tour
| Legenda                                          |
| ------------------------------------------------ |
| D – dvouhra; Č – čtyřhra                         |
| Grand Slam (2–2 Č)                               |
| Turnaj mistryň (0)                               |
| WTA Elite Trophy (0–1 Č)                         |
| Premier Mandatory & Premier 5 / WTA 1000 (1–2 Č) |
| Premier / WTA 500 (3–5 Č)                        |
| International / WTA 250 (3–3 D; 9–10 Č)          |

### Dvouhra: 6 (3–3)
| Stav       | č. | datum           | turnaj                         | kategorie     | povrch | soupeřka ve finále    | výsledek      |
| ---------- | -- | --------------- | ------------------------------ | ------------- | ------ | --------------------- | ------------- |
| Vítězka    | 1. | 21. září 2013   | Kanton, Čína                   | International | tvrdý  | Vania Kingová         | 7–6(7–1), 6–1 |
| Vítězka    | 2. | 23. září 2017   | Kanton, Čína (2)               | International | tvrdý  | Aleksandra Krunićová  | 6–2, 3–6, 6–2 |
| Finalistka | 1. | 18. ledna 2020  | Hobart, Austrálie              | International | tvrdý  | Jelena Rybakinová     | 6–7(7–9), 3–6 |
| Finalistka | 2. | 13. června 2021 | Nottingham, Spojené království | WTA 250       | tráva  | Johanna Kontaová      | 2–6, 1–6      |
| Vítězka    | 3. | 6. března 2022  | Lyon, Francie                  | WTA 250       | tvrdý  | Dajana Jastremská     | 3–6, 6–3, 6–4 |
| Finalistka | 3. | 19. června 2022 | Birmingham, Spojené království | WTA 250       | tráva  | Beatriz Haddad Maiová | 4–5skreč      |

### Čtyřhra: 35 (15–20)
| Stav       | č.  | datum             | turnaj                                | kategorie         | povrch     | spoluhráčka              | soupeřky ve finále                               | výsledek                    |
| ---------- | --- | ----------------- | ------------------------------------- | ----------------- | ---------- | ------------------------ | ------------------------------------------------ | --------------------------- |
| Vítězka    | 1.  | 26. října 2011    | Ósaka, Japonsko                       | International     | tvrdý      | Kimiko Dateová           | Vania Kingová Jaroslava Švedovová                | 7–5, 3–6, [11–9]            |
| Finalistka | 1.  | 26. února 2012    | Monterrey, Mexiko                     | International     | tvrdý      | Kimiko Dateová           | Sara Erraniová Roberta Vinciová                  | 2–6, 6–7(6–8)               |
| Vítězka    | 2.  | 5. května 2012    | Estoril, Portugalsko                  | International     | antuka     | Čuang Ťia-žung           | Jaroslava Švedovová Galina Voskobojevová         | 4–6, 6–1, [11–9]            |
| Vítězka    | 3.  | 22. září 2012     | Kanton, Čína                          | International     | tvrdý      | Tamarine Tanasugarnová   | Jarmila Gajdošová Monica Niculescuová            | 2–6, 6–2, [10–8]            |
| Finalistka | 2.  | 3. března 2013    | Kuala Lumpur, Malajsie                | International     | tvrdý      | Janette Husárová         | Šúko Aojamová Čang Kchaj-čen                     | 7–6(7–4), 6–7(4–7), [12–14] |
| Finalistka | 3.  | 13. října 2013    | Ósaka, Japonsko                       | International     | tvrdý      | Samantha Stosurová       | Kristina Mladenovicová Flavia Pennettaová        | 4–6, 3–6                    |
| Finalistka | 4.  | 11. ledna 2014    | Hobart, Austrálie                     | International     | tvrdý      | Lisa Raymondová          | Monica Niculescuová Klára Zakopalová             | 2–6, 7–6(7–5), [8–10]       |
| Vítězka    | 4.  | 2. února 2014     | Pattaya, Thajsko                      | International     | tvrdý      | Pcheng Šuaj              | Alla Kudrjavcevová Anastasia Rodionovová         | 3–6, 7–6(7–5), [10–6]       |
| Finalistka | 5.  | 25. června 2017   | Birmingham, Spojené království        | Premier           | tráva      | Čan Chao-čching          | Ashleigh Bartyová Casey Dellacquová              | 1–6, 6–2, [8–10]            |
| Finalistka | 6.  | 5. listopadu 2017 | Ču-chaj, Čína                         | Elite Trophy      | tvrdý (h)  | Lu Ťing-ťing             | Tuan Jing-jing Chan Sin-jün                      | 2–6, 1–6                    |
| Vítězka    | 5.  | 29. dubna 2018    | Istanbul, Turecko                     | International     | antuka     | Liang Čchen              | Xenia Knollová Anna Smithová                     | 6–4, 6–4                    |
| Vítězka    | 6.  | 16. září 2018     | Hirošima, Japonsko                    | International     | tvrdý      | Eri Hozumiová            | Miju Katová Makoto Ninomijová                    | 6–2, 6–4                    |
| Vítězka    | 7.  | 14. října 2018    | Hongkong, Čína                        | International     | tvrdý      | Samantha Stosurová       | Lidzija Marozavová Šúko Aojamová                 | 6–4, 6–4                    |
| Vítězka    | 8.  | 25. ledna 2019    | Australian Open, Melbourne, Austrálie | Grand Slam        | tvrdý      | Samantha Stosurová       | Tímea Babosová Kristina Mladenovicová            | 6–3, 6–4                    |
| Finalistka | 7.  | 5. května 2019    | Miami, Spojené státy                  | Premier Mandatory | tvrdý      | Samantha Stosurová       | Elise Mertensová Aryna Sabalenková               | 6–7(5–7), 2–6               |
| Finalistka | 8.  | 15. září 2019     | Nan-čchang, Čína                      | International     | tvrdý      | Pcheng Šuaj              | Wang Sin-jü Ču Lin                               | 2–6, 6–7(5–7)               |
| Finalistka | 9.  | 18. ledna 2020    | Hobart, Austrálie                     | International     | tvrdý      | Pcheng Šuaj              | Sania Mirzaová Nadija Kičenoková                 | 4–6, 4–6                    |
| Vítězka    | 9.  | 21. srpna 2021    | Cincinnati, Spojené státy             | WTA 1000          | tvrdý      | Samantha Stosurová       | Gabriela Dabrowská Luisa Stefaniová              | 7–5, 6–3                    |
| Vítězka    | 10. | 12. září 2021     | US Open, New York, Spojené státy      | Grand Slam        | tvrdý      | Samantha Stosurová       | Coco Gauffová Caty McNallyová                    | 6–3, 3–6, 6–3               |
| Vítězka    | 11. | 27. září 2021     | Ostrava, Česko                        | WTA 500           | tvrdý (h)  | Sania Mirzaová           | Kaitlyn Christianová Erin Routliffeová           | 6–3, 6–2                    |
| Finalistka | 10. | 31. října 2021    | Courmayeur, Itálie                    | WTA 250           | tvrdý (h)  | Eri Hozumiová            | Wang Sin-jü Čeng Saj-saj                         | 4–6, 6–3, [5–10]            |
| Finalistka | 11. | 24. dubna 2022    | Stuttgart, Německo                    | WTA 500           | antuka (h) | Coco Gauffová            | Desirae Krawczyková Demi Schuursová              | 3–6, 4–6                    |
| Vítězka    | 12. | 12. června 2022   | Nottingham, Spojené království        | WTA 250           | tráva      | Beatriz Haddad Maiová    | Caroline Dolehideová Monica Niculescuová         | 7–6(7–2), 6–3               |
| Finalistka | 12. | 19. června 2022   | Birmingham , Spojené království       | WTA 250           | tráva      | Elise Mertensová         | Ljudmyla Kičenoková Jeļena Ostapenková           | bez boje                    |
| Finalistka | 13. | 10. července 2022 | Wimbledon, Londýn, Spojené království | Grand Slam        | tráva      | Elise Mertensová         | Barbora Krejčíková Kateřina Siniaková            | 2–6, 4–6                    |
| Vítězka    | 13. | 12. února 2023    | Abú Zabí, Spojené arabské emiráty     | WTA 500           | tvrdý      | Luisa Stefaniová         | Šúko Aojamová Čan Chao-čching                    | 3–6, 6–2, [10–8]            |
| Finalistka | 14. | 23. června 2024   | Birmingham, Spojené království        | WTA 250           | tráva      | Miju Katová              | Sie Šu-wej Elise Mertensová                      | 1–6, 3–6                    |
| Finalistka | 15. | 6. září 2024      | US Open, New York, Spojené státy      | Grand Slam        | tvrdý      | Kristina Mladenovicová   | Ljudmyla Kičenoková Jeļena Ostapenková           | 4–6, 3–6                    |
| Finalistka | 16. | 22. září 2024     | Soul, Jižní Korea                     | WTA 500           | tvrdý      | Miju Katová              | Nicole Melichar-Martinezová Ljudmila Samsonovová | 1–6, 0–6                    |
| Vítězka    | 14. | 27. října 2024    | Kanton, Čína                          | WTA 250           | tvrdý      | Kateřina Siniaková       | Katarzyna Piterová Fanny Stollárová              | 6–4, 6–1                    |
| Finalistka | 17. | 8. února 2025     | Abú Zabí, Spojené arabské emiráty     | WTA 500           | tvrdý      | Kristina Mladenovicová   | Ellen Perezová Jeļena Ostapenková                | 2–6, 1–6                    |
| Finalistka | 18. | 2. března 2025    | Austin, Spojené státy                 | WTA 250           | tvrdý      | McCartney Kesslerová     | Anna Blinkovová Jüan Jüe                         | 6–3, 1–6, [4–10]            |
| Finalistka | 19. | 20. dubna 2025    | Stuttgart, Německo                    | WTA 500           | antuka (h) | Jekatěrina Alexandrovová | Gabriela Dabrowská Erin Routliffeová             | 3–6, 3–6                    |
| Vítězka    | 15. | 26. července 2025 | Washington, Spojené státy             | WTA 500           | tvrdý      | Taylor Townsendová       | Caroline Dolehideová Sofia Keninová              | 6–1, 6–1                    |
| Finalistka | 20. | 6. srpna 2025     | Montréal, Kanada                      | WTA 1000          | tvrdý      | Taylor Townsendová       | Coco Gauffová McCartney Kesslerová               | 4–6, 6–1, [11–13]           |

## Finále série WTA 125
| Legenda                  |
| ------------------------ |
| D – dvouhra; Č – čtyřhra |
| WTA 125 (2–4 D; 2–1 Č)   |

### Dvouhra: 6 (2–4)
| Stav       | č. | datum              | turnaj                  | povrch    | soupeřka ve finále  | výsledek           |
| ---------- | -- | ------------------ | ----------------------- | --------- | ------------------- | ------------------ |
| Finalistka | 1. | 27. září 2013      | Ning-po, Čína           | tvrdý     | Bojana Jovanovská   | 7–6(9–7), 4–6, 1–6 |
| Vítězka    | 1. | 3. října 2013      | Nanking, Čína           | tvrdý     | Ajumi Moritová      | 6–4skreč           |
| Finalistka | 2. | 27. listopadu 2016 | Honolulu, Spojené státy | tvrdý     | Catherine Bellisová | 4–6, 2–6           |
| Vítězka    | 2. | 26. listopadu 2017 | Honolulu, Spojené státy | tvrdý     | Čang Su-džong       | 0–6, 6–2, 6–3      |
| Finalistka | 3. | 28. dubna 2019     | An-ning, Čína           | antuka    | Čeng Saj-saj        | 4–6, 1–6           |
| Finalistka | 4. | prosinec 2021      | Angers, Francie         | tvrdý (h) | Vitalija Ďjačenková | 0–6, 4–6           |

### Čtyřhra: 3 (2–1)
| Stav       | č. | datum             | turnaj          | povrch    | spoluhráčka         | soupeřky ve finále                      | výsledek |
| ---------- | -- | ----------------- | --------------- | --------- | ------------------- | --------------------------------------- | -------- |
| Vítězka    | 1. | 27. dubna 2013    | Ning-po, Čína   | tvrdý     | Čan Jung-žan        | Iryna Burjačoková Oxana Kalašnikovová   | 6–2, 6–1 |
| Finalistka | 1. | 3. listopadu 2013 | Nanking, Čína   | tvrdý     | Jaroslava Švedovová | Misaki Doiová Sü I-fan                  | 1–6, 4–6 |
| Vítězka    | 2. | prosinec 2022     | Angers, Francie | tvrdý (h) | Alycia Parksová     | Miriam Kolodziejová Markéta Vondroušová | 6–2, 6–2 |

## Tituly na okruhu ITF
| Dotace turnajů okruhu ITF | Dotace turnajů okruhu ITF |
| ------------------------- | ------------------------- |
| 100 000 $ tournaments     | 80 000 $ tournaments      |
| 75 000 $ tournaments      | 60 000 $ tournaments      |
| 50 000 $ tournaments      | 25 000 $ tournaments      |
| 15 000 $ tournaments      | 10 000 $ tournaments      |

### Dvouhra (20 titulů)
| č.  | datum              | turnaj                         | povrch  | soupeřka ve finále     | výsledek             |
| --- | ------------------ | ------------------------------ | ------- | ---------------------- | -------------------- |
| 1.  | 14. února 2006     | Šen-čen, Čína                  | tvrdý   | Ťi Čchun-mej           | 6–1, 2–6, 6–1        |
| 2.  | 21. února 2006     | Šen-čen, Čína                  | tvrdý   | Čchen Jen-čchung       | 6–4, 6–2             |
| 3.  | 30. května 2006    | Tchien-ťin, Čína               | tvrdý   | Sie Jen-ce             | 6–3, 3–6, 6–0        |
| 4.  | 22. srpna 2006     | Nanking, Čína                  | tvrdý   | Sie Jen-ce             | 6–3, 1–6, 6–4        |
| 5.  | 1. května 2007     | Čcheng-tu, Čína                | tvrdý   | Žen Ťing               | 6–2, 6–7(5–7), 6–0   |
| 6.  | 8. května 2007     | Čcheng-tu, Čína                | tvrdý   | Sü I-fan               | 6–2, 6–3             |
| 7.  | 5. června 2007     | Čchang-ša, Čína                | tvrdý   | Regina Kulikovová      | 6–3, 6–4             |
| 8.  | 12. června 2007    | Kanton, Čína                   | tvrdý   | Regina Kulikovová      | 6–3, 6–1             |
| 9.  | 3. července 2007   | Nagoja, Japonsko               | tvrdý   | Regina Kulikovová      | 6–3, 6–1             |
| 10. | 2. března 2009     | Lyon, Francie                  | tvrdý   | Claire Feuersteinová   | 1–6, 6–1, 6–3        |
| 11. | 19. května 2009    | Nagano, Japonsko               | koberec | Nikola Hofmanová       | 5–7, 6–2, 6–3        |
| 12. | 30. června 2009    | Sia-men, Čína                  | tvrdý   | Tuan Jing-jing         | 6–2, 6–1             |
| 13. | 2. března 2010     | Hammond, Spojené státy         | tvrdý   | Jamie Hamptonová       | 6–2, 6–1             |
| 14. | 1. června 2010     | Maribor, Slovinsko             | antuka  | Laura Pousová Tiová    | 6–3, 3–6, 6–3        |
| 15. | 9. července 2013   | Peking, Čína                   | tvrdý   | Čou I-miao             | 6–2, 6–1             |
| 16. | 17. listopadu 2015 | Tokio, Japonsko                | tvrdý   | Nao Hibinová           | 6–4, 6–1             |
| 17. | 23. února 2016     | Rancho Santa Fe, Spojené státy | tvrdý   | Vania Kingová          | 1–6, 7–5, 6–4        |
| 18. | 8. listopadu 2016  | Tokio, Japonsko                | tvrdý   | Dalma Gálfiová         | 4–6, 7–6 (7–2) , 6–2 |
| 19. | 17. července 2017  | Astana, Kazachstán             | tvrdý   | Ysaline Bonaventureová | 6–3, 6–4             |
| 20. | 11. listopadu 2017 | Tokio, Japonsko                | tvrdý   | Mihaela Buzărnescuová  | 6–4, 6–0             |

### Čtyřhra (8 titulů)
| č. | datum             | turnaj                         | povrch  | spoluhráčka       | soupeřky ve finále                            | výsledek      |
| -- | ----------------- | ------------------------------ | ------- | ----------------- | --------------------------------------------- | ------------- |
| 1. | 16. července 2006 | Čchung-čching, Čína            | tvrdý   | Žen Ťie           | Ťi Čchun-mej Sun Šeng-nan                     | 6–4, 6–3      |
| 2. | 26. července 2006 | Čcheng-tu, Čína                | tvrdý   | Žen Ťie           | Sia Chuan Sü I-fan                            | 6–4, 6–2      |
| 3. | 10. července 2007 | Mijazaki, Japonsko             | koberec | Čao I-ťing        | Nacumi Hamamurová Ajaka Maekawová             | 6–4, 6–4      |
| 4. | 16. března 2009   | Tenerife, Španělsko            | tvrdý   | Sun Šeng-nan      | Paula Fondevila Castrová Laura Thorpeová      | 6–1, 6–2      |
| 5. | 1. června 2009    | Komoro, Japonsko               | antuka  | Sü I-fan          | Ajumi Okaová Varatčaja Vongteančajová         | 6–1, 6–2      |
| 6. | 2. srpna 2010     | Peking, Čína                   | tvrdý   | Sun Šeng-nan      | Ťi Čchun-mej Liou Wan-tching                  | 4–6, 6–2, 6–4 |
| 7. | 30. května 2011   | Nottingham, Spojené království | tráva   | Kimiko Dateová    | Raquel Kops-Jonesová Abigail Spearsová        | 6–4, 7–6(9–7) |
| 8. | 31. října 2011    | Grapevine, Spojené státy       | tvrdý   | Jamie Hamptonsová | Lindsay Lees-Watersová Megan Moulton-Levysová | 6–4, 6–0      |